# Henk Kamp

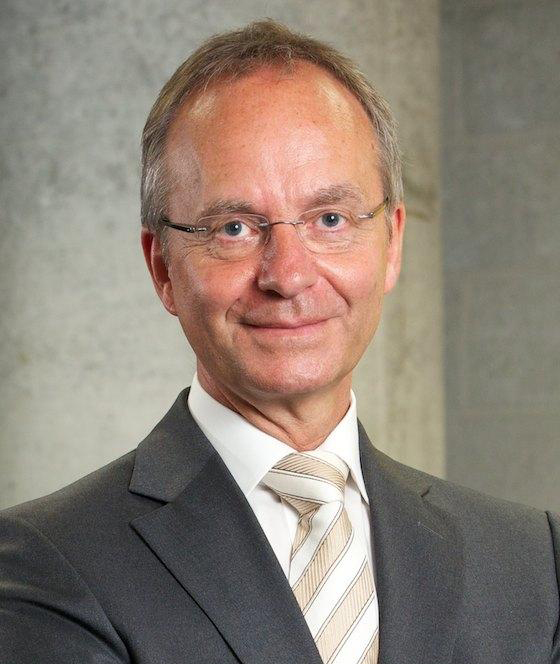
Henk Kamp (2011)

Henricus Gregorius Jozeph Kamp (genannt Henk Kamp; * 23. Juli 1952 in Hengelo, Provinz Overijssel) ist ein niederländischer Politiker der konservativ-liberalen VVD. Kamp war von 2002 bis 2007 und von 2010 bis 2017 Minister der Niederlande und leitete in dieser Zeit vier verschiedene Ressorts, am längsten Verteidigung und Wirtschaft. Seit dem 24. September 2021 ist er erneut Minister der Verteidigung im Kabinett Rutte III.  
Nach einer Ausbildung zum Steuerprüfer (1977–1980) arbeitete Kamp zuerst bis 1986 bei der Steuerfahndung, bis er 1987 in das Parlament der Provinz Gelderland gewählt wurde; ihm gehörte er bis 1994 an.
Kamp war, mit einer Unterbrechung 2002 bis 2006, von 1994 bis 2017 Mitglied des Tweede Kammer genannten Unterhaus des niederländischen Parlamentes. Am 22. Juli 2002 wurde Kamp zum Minister für Wohnungswesen, Raumordnung und Umwelt im Kabinett Balkenende I ernannt, zusätzlich wurde er im Dezember mit der Leitung des Verteidigungsressorts beauftragt.  Ab 27. Mai 2003 übernahm Kamp nur noch das Amt des Verteidigungsministers, das er im Kabinett Balkenende II und III bis zum 22. Februar 2007 ausübte. In den folgenden drei Jahren war seine Partei nicht an der Regierung beteiligt. Vom 14. Oktober 2010 bis zum 5. November 2012 war Kamp Minister für Soziales und Arbeit im Kabinett Rutte I, danach bis zum 26. Oktober 2017 Wirtschaftsminister im Kabinett Rutte II. Im Februar 2016 kündigte er an, sich zum Ende der Legislaturperiode aus der nationalen Politik zurückzuziehen. 

## Positionen
Begleitet von Protesten Überlebender des Massakers von Srebrenica, ehrte die niederländische Regierung am 4. Dezember 2006 ungefähr 500 Soldaten des niederländischen Kontingents der Schutztruppe der Vereinten Nationen, Dutchbat III. Sie hätten seinerzeit einen „außerordentlich schwierigen Auftrag“ gehabt; nach 1995 seien sie „jahrelang falschen Anschuldigungen ausgesetzt“ gewesen, jedoch mittlerweile durch offizielle Untersuchungen entlastet, so der damalige niederländische Verteidigungsminister Henk Kamp. Bosnien und Herzegowina protestierte auf diplomatischer Ebene gegen diese Ehrung. Angehörige von Massaker-Opfern und Überlebende aus Srebrenica sprachen bei Protestkundgebungen von einem „Genozid-Orden“. An der Demonstration in Sarajevo gegen die Auszeichnung der Soldaten beteiligte sich die Gesellschaft für bedrohte Völker (GfbV) und forderte in einem offenen Brief an Kamp und Ministerpräsident Jan Peter Balkenende eine Entschuldigung bei den Überlebenden von Srebrenica.
Kamp forderte im März 2007, die zielgerichtete Verweigerung von Integration zu einem Straftatbestand zu machen und Moscheen, in denen zur Integrationsverweigerung aufgerufen wird, umgehend zu schließen.